# Suhovolea, Brodî
Suhovolea (în ucraineană Суховоля) este localitatea de reședință a comunei Suhovolea din raionul Brodî, regiunea Liov, Ucraina.

## Demografie
Componența lingvistică a localității Suhovolea
     Ucraineană (99,75%)
     Alte limbi (0,16%)
Conform recensământului din 2001, majoritatea populației localității Suhovolea era vorbitoare de ucraineană (99,75%), existând în minoritate și vorbitori de alte limbi.